# 北海道道1129号三笠栗沢線
北海道道1129号三笠栗沢線（ほっかいどうどう1129ごう みかさくりさわせん）は、北海道三笠市と岩見沢市栗沢町美流渡を結ぶ一般道道（北海道道）である。
三笠市幌内から岩見沢市奈良町までは未開通である。

## 概要
沿線にある三笠鉄道村や美流渡地区の温泉・毛陽地区の観光農園等を結び、生活・観光の両面で円滑な移動が出来るよう幌内と美流渡を結ぶ路線として計画・認定された。

### 路線データ
- 起点：北海道三笠市幸町（北海道道116号岩見沢三笠線交点：三笠市中央公園の三笠市役所側）
- 終点：北海道岩見沢市栗沢町美流渡本町（北海道道38号夕張岩見沢線交点）
- 総延長：13.021 km
- 実延長：5.296 km
- 重用延長：0.143 km
- 未供用延長：7.582 km

### 道路管理者
- 空知総合振興局 札幌建設管理部 岩見沢出張所

## 歴史
- 1994年（平成6年）10月12日 - 路線認定[1]。同日、北海道道868号幌内本沢三笠停車場線が廃止となる[2]。

この路線の前身は、三笠駅と幌内地区を結ぶ北海道道868号幌内本沢三笠停車場線である。

## 路線状況

### 重複区間
- 北海道道917号岩見沢桂沢線（三笠市本町）

### 未供用区間
- 三笠市幌内本沢町（幌内神社前） - 岩見沢市奈良町
区間延長：7.6 km
並行する林道はあるが、一般車は通行許可が必要な区間あり

### 道路施設

#### 主な橋梁
- 三笠山橋（79 m、幾春別川、三笠市多賀町）
- 東栄橋（34 m、幌向川、岩見沢市奈良町 - 岩見沢市栗沢町美流渡末広町）

## 地理
三笠市では幾春別川を渡り幌内川と並行する。岩見沢市では奈良川と並行し、幌向川を渡る。

### 通過する自治体
- 空知総合振興局
  - 三笠市
  - 岩見沢市

### 交差する道路
三笠市
- 北海道道116号岩見沢三笠線 - 幸町（起点）
- 北海道道917号岩見沢桂沢線 - 本町（重複）

岩見沢市
- 北海道道38号夕張岩見沢線 - 栗沢町美流渡本町（終点）

### 沿線にある施設など
三笠市
- 三笠市役所
- 三笠市中央公園
- クロフォード公園（三笠鉄道村三笠ゾーン）
- 三笠幌内郵便局（旧幌内炭山郵便局）
- ミカサ・モダンアートミュージアム（旧三笠市立幌内中学校）
- 三笠鉄道村（三笠鉄道記念館）
- 幌内炭鉱景観公園